# Champawat

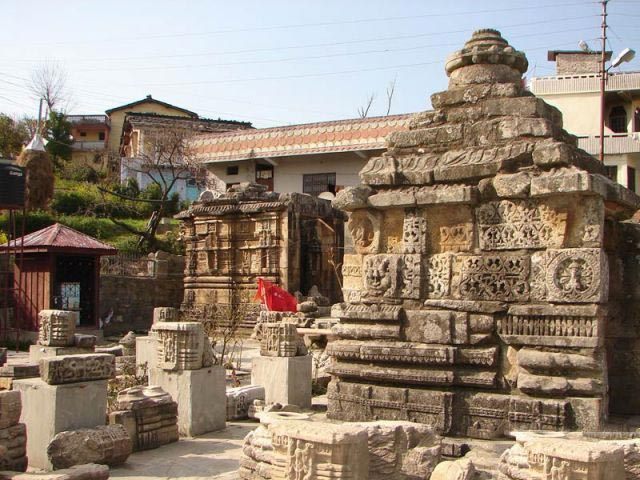
Tempel i Champawat.

Champawat är en stad i den indiska delstaten Uttarakhand. Den är administrativ huvudort för ett distrikt med samma namn och folkmängden uppgick till 4 801 invånare vid folkräkningen 2011.
I Champawat fanns i början av 1900-talet en människoätande tiger kallad Champawattigern som dödade mer än 430 människor och som dödades av jägaren och paleontologen Jim Corbett.